# Provinciile Chinei
Diviziuni administrative la nivel provincial (chineză simplificată: 省级行政区; chineză tradițională: 省級行政區; pinyin: Shěng-jí xíngzhèng qū) sau diviziuni administrative de prim nivel (chineză simplificată: 一级行政区; chineză tradițională: 一級行政區; pinyin: yī-jí xíngzhèng qū), sunt diviziile administrative chineze de cel mai înalt nivel. Există 34 de astfel de diviziuni revendicate de Republica Populară Chineză, clasificate în 23 de provincii (chineză: 省; pinyin: shěng), patru municipalități, cinci regiuni autonome și două Regiuni Administrative Speciale. Statul politic al provinciei Taiwan și o mică parte din provincia Fujian sunt în litigiu, care sunt sub control separat de Republica Chineză.
Fiecare provincie din China continentală (inclusiv provincia Hainan) are un comitet provincial al Partidului Comunist din China (chineză: 省委; pinyin: shěngwěi), condus de un secretar (chineză: 书记; pinyin: shūjì). Secretarul comitetului este în mod eficient responsabil de provincie, mai degrabă decât de guvernatorul (chineză: 书记; pinyin: shūjì) guvernului provincial.

## Legături externe
- Interactive Dbresearch.com: WebMap Arhivat în 6 aprilie 2016, la Wayback Machine. — with economic indicators for all Chinese Provinces.